# Xyphinus montanus
Xyphinus montanus is een spinnensoort in de taxonomische indeling van de Dwergcelspinnen (Oonopidae).
Het dier behoort tot het geslacht Xyphinus. De wetenschappelijke naam van de soort werd voor het eerst geldig gepubliceerd in 1987 door Christa Deeleman-Reinhold.